# Asperden
Asperden is een dorp in de Duitse deelstaat Noordrijn-Westfalen, gelegen in de Kreis Kleef. Op 30 juni 2016 telde Asperden 2.340 inwoners.
De plaatsnaam Asperden is een verbastering van Aspen-Rodung, oftewel het rooien van espen, een populierensoort. 
Ze dateert uit de tijd dat de wouden vrij systematisch gekapt werden en er zo open plekken gecreëerd werden waar bewoning ontstond. 
Het dorp maakt sinds 1969 onderdeel uit van Stadt Goch.
Het dorp werd rond 1100 voor het eerst genoemd. Asperden ligt aan de rand van het Reichswald. De St. Vincentiuskerk en het Klooster 's-Gravendaal zijn bezienswaardigheden.

## Verenigingen
- Heimat- und Verschönerungsverein Asperden
- Koor: Pfarr-Cäcilienchor St. Vincentus Asperden
- Muziekvereniging: Tambourcorps Asperden
- Voetbal- en breedtesportvereniging: SV Asperden 1946 e.V.
- Vrouwenbond: Rheinische Landfrauen Asperden
- Werknemersvereniging (katholiek): KAB Asperden - Hassum - Hommersum
- Zweefvliegtuigvereniging: Luftsportverein Goch e.V.

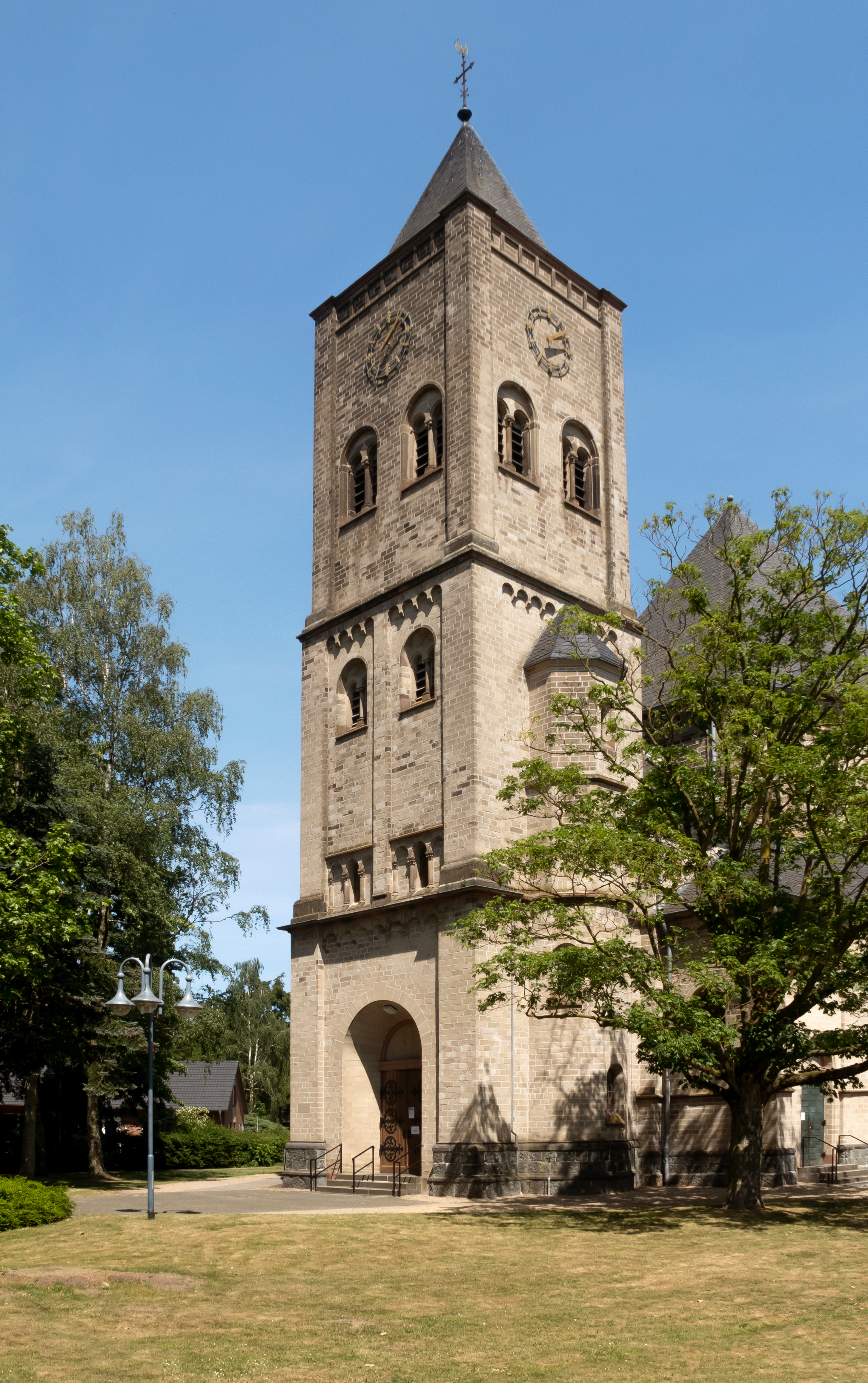
De St. Vincentiuskerk

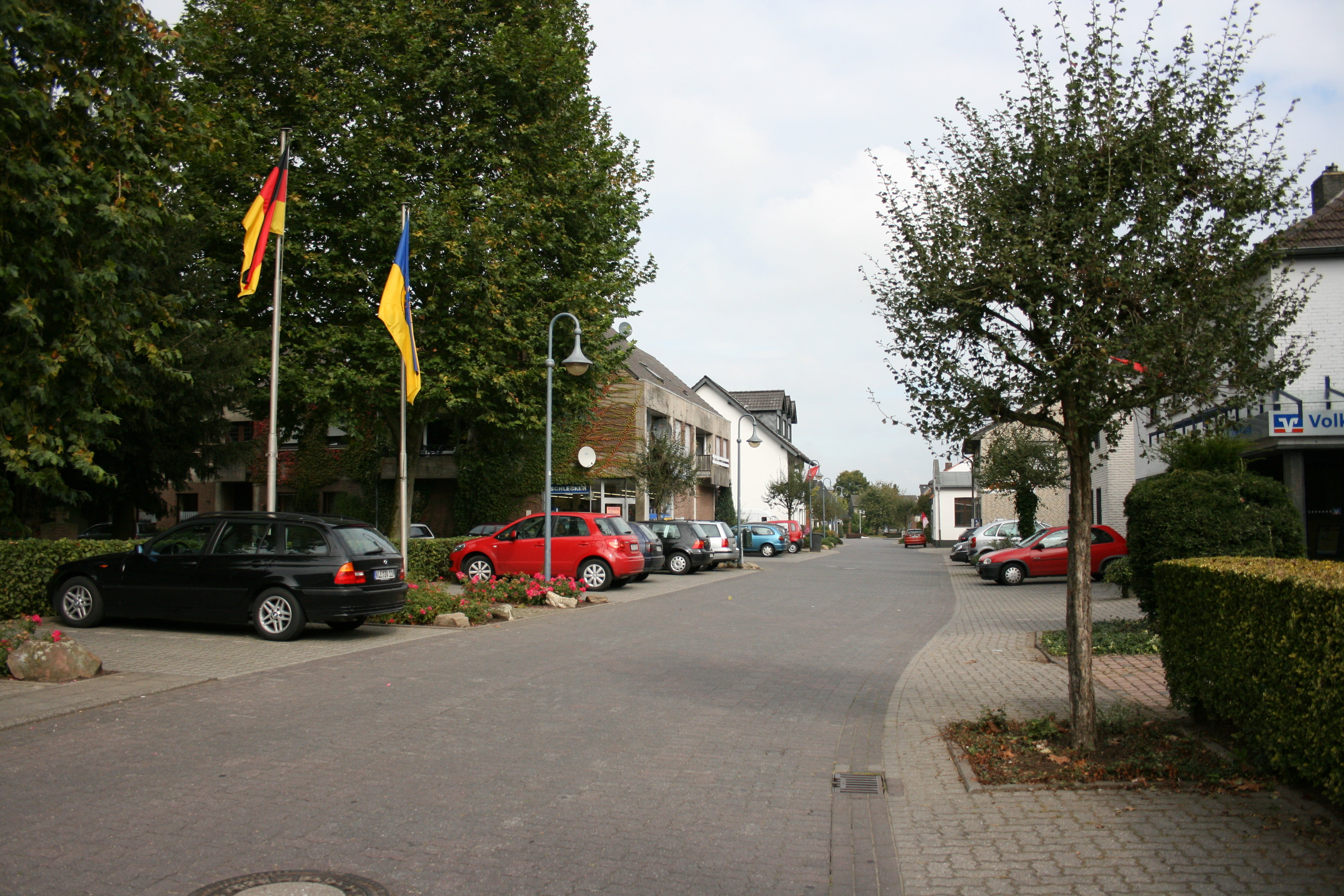
Asperden

Asperden · Goch · Hassum · Hommersum · Hülm · Kessel · Nierswalde · Pfalzdorf